# 小野正之助
小野 正之助（おの　まさのすけ、2004年2月10日 - ）は、日本のフリースタイルレスリング選手。島根県出身。階級は61g級。

## 来歴
加茂B&Gクラブでレスリングを始めた。小学生の時に全国大会で何度も優勝を果たした。鳥栖中学3年の時に全国中学生選手権47㎏級で優勝した。鳥栖工業高校1年と3年の時にインターハイで優勝した。2022年に山梨学院大学へ進学すると、2年の時に全日本学生選手権で優勝、全日本選手権で2位となった。3年の時には全日本選抜選手権とU-20世界選手権で優勝した。世界選手権では中立選手名義で出場したオリンピックチャンピオンであるロシアのザウール・ウグエフを10－2で破るなどして優勝を飾った。2025年からはレスリングで全米ナンバーワンのペンシルベニア州立大学へ留学することになった。

## 主な戦績
- 2018年 -　全国中学選抜選手権　優勝（62kg級）
- 2019年 -　インターハイ　優勝（60kg級）
- 2021年 -　インターハイ　優勝（60kg級）
- 2023年 -　全日本学生選手権　優勝（61kg級）
- 2023年 -　全日本選手権　2位（65kg級）
- 2024年 -　アジア選手権　3位（65kg級）
- 2024年 -　全日本選抜選手権　優勝（61kg級）
- 2024年 -　U-20世界選手権　優勝（61kg級）
- 2024年 - 世界選手権　優勝（61kg級）

（出典）